# Heredity (film 1918)
Heredity è un film muto del 1918 diretto da William P.S. Earle

## Produzione
Il film fu prodotto dalla World Film.

## Distribuzione
Distribuito dalla World Film, il film uscì nelle sale cinematografiche USA il 5 agosto 1918. Fu distribuito anche nei Paesi Bassi dalla Firma Dijkema: ad Amsterdam fu presentato il 9 dicembre 1921, mentre a Utrecht uscì il 6 gennaio 1922.